# سیمون هاکوبیان
سیمون هاکوبیان (ارمنی: Սիմոն Հակոբյան؛ ۱۸۵۷ – ۱۶ مه ۱۹۲۱) یک نقاش ارمنی بود.

## زندگی‌نامه
سیمون هاکوپیان در سال ۱۸۵۷ در ساماتیا ناحیه‌ای واقع در کنستانتینوپل زاده شد .
تحصیلات مقدماتی خود را در مدرسه هورنیان (به ارمنی: Հորենեան)واقع در نارلی کاپی و مدرسه ساهاکیان (به ارمنی: Սահակեան)در ساماتیا کسب نمود.او نزد نقاش به نام تلماک اکسرجیان به (به ارمنی: Տելեմաք Էքսերջյան) به آموختن نقاشی پرداخت.در سال ۱۸۸۴ وارد آکادمی هنرهای زیبا شد و در سال ۱۸۸۸ فارغ‌التحصیل گردید .در دوران تحصیل او و آرشاک فتواجیان همکلاس بوده‌اند . پس از فارغ‌التحصیل شدن یکی از نقاشیهای بزرگ او با عنوان گالری سلطنتی  مقام اول را از آن خود کرد.این نقاشی بعد ار مدتی توسط آلکساندر والری از معماران دوران آخر امپراطوری عثمانی خریداری شد .او تا سال ۱۸۹۵ به فعالیت در استودیو هنریش پرداخت و بعد از آن دربی اوغلو فعالیت هنری خود را ادامه داد .
هاکوپیان از سال ۱۸۸۳ در کالج‌های بربریان (به ارمنی: Պերպերյան) و مزبوریان (به ارمنی: Մեզպուրյան)به تدریس هنر پرداخت .
کارگاه هنریش در سال ۱۹۱۱ در طبقه بالای یک استودیو عکاسی به نام " آپولو " بود . یکی از سفارش‌هایی که توسط عکاسی آپولو به او داده شد پرترهٔ محمد رسد  بود که در موزه نظامی استانبول نگهداری می‌شود .او آموزشهای هنری به شاهزادگان و دیگر هنرجویان آماتور می داد و یکی از شاگردانش واهرام ماناویان بوده‌است . نمایشگاهی از آثارش در سال ۱۸۹۶ در مغازه آنجلیدیس بر پا گردید و آثارش سپس در انجمن ایتالیا نمایش داده شد. او در نمایشگاه مارسی جایزه‌ای را به مناسبت کشیدن پرتره پدرش دریافت کرد .
سیمون هاکوپیان در ۱۶ مه ۱۹۲۱ در گذشت و در گورستان ارامنه شیشلی به خاک سپرده شد .

## نقاشی‌ها
از مهمترین آثار بجا مانده از وی می‌توان به " گدایی از وان"،"باربرها در حال عبور از پل کاراکوی" ،"همسایه ترک"، "گدای درویش در مسجد سلطان مهری ماه در اسکودار"( ۱۹۱۱) ، "مدرسه مسجد سوکول لو محمد پاشا "، "پرتره بربریان (کارشناس آموزش و پرورش ) " و "پرتره ماهرخ ایزد مدیر کافه"( ۱۹۱۰) اشاره کرد .
او همچنین نقاشیهایی از کسبه اهالی استانبول کشیده است مانند فروشندگان نان شیرین حلقوی، ماهی فروش‌ها و تمیز کنندگان دود کش‌ها .
هاکوپیان نقاشیهایی با موضوع مذهبی نیز کشیده است مانند نقاشی "تیموتاوس و بارتوقیموس" که در سال ۱۸۸۸ برای کلیسای گورک مقدس در ساماتیا کشیده است .

## نگارخانه

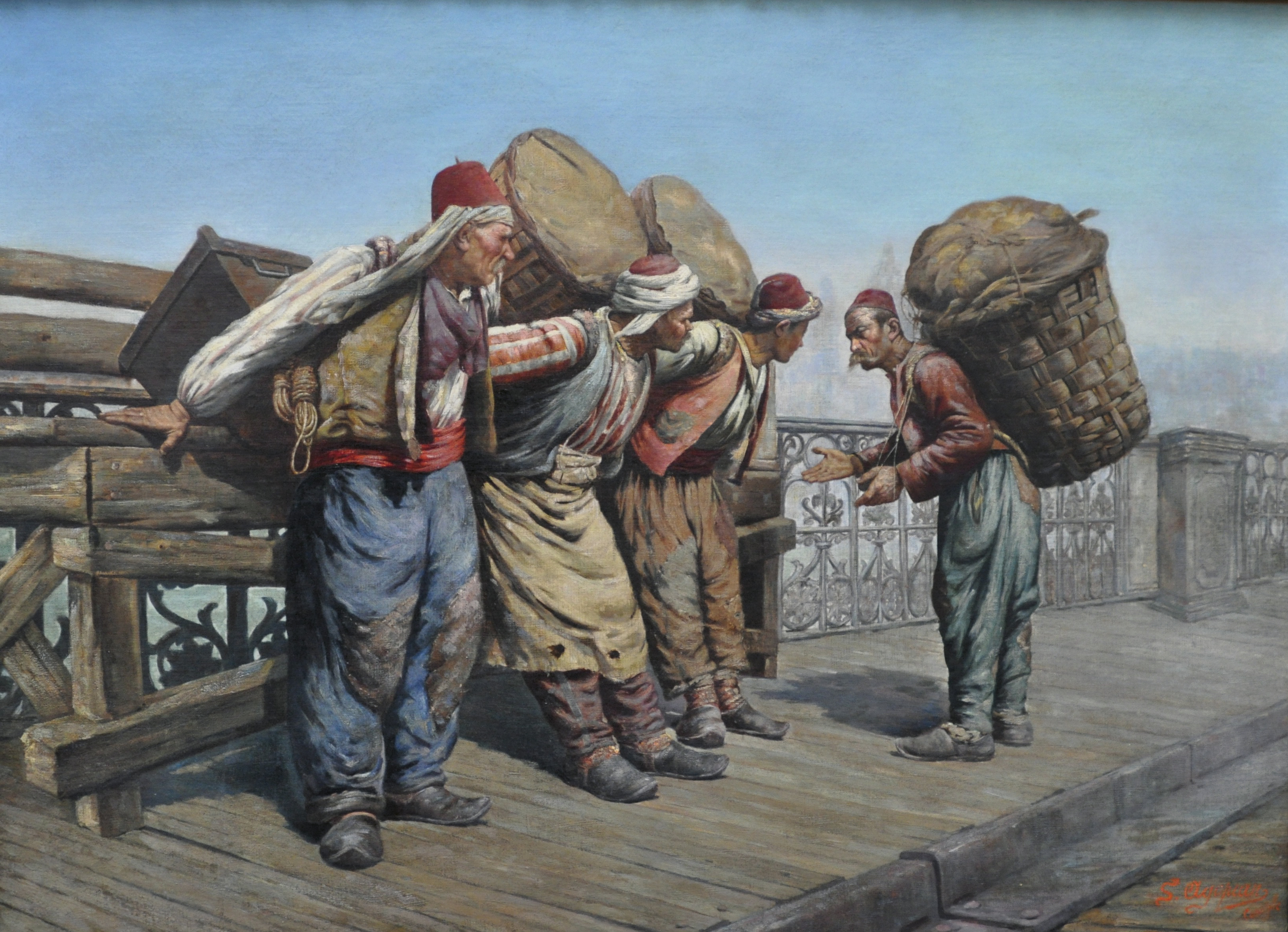
Hamals on the Karaköy Bridge
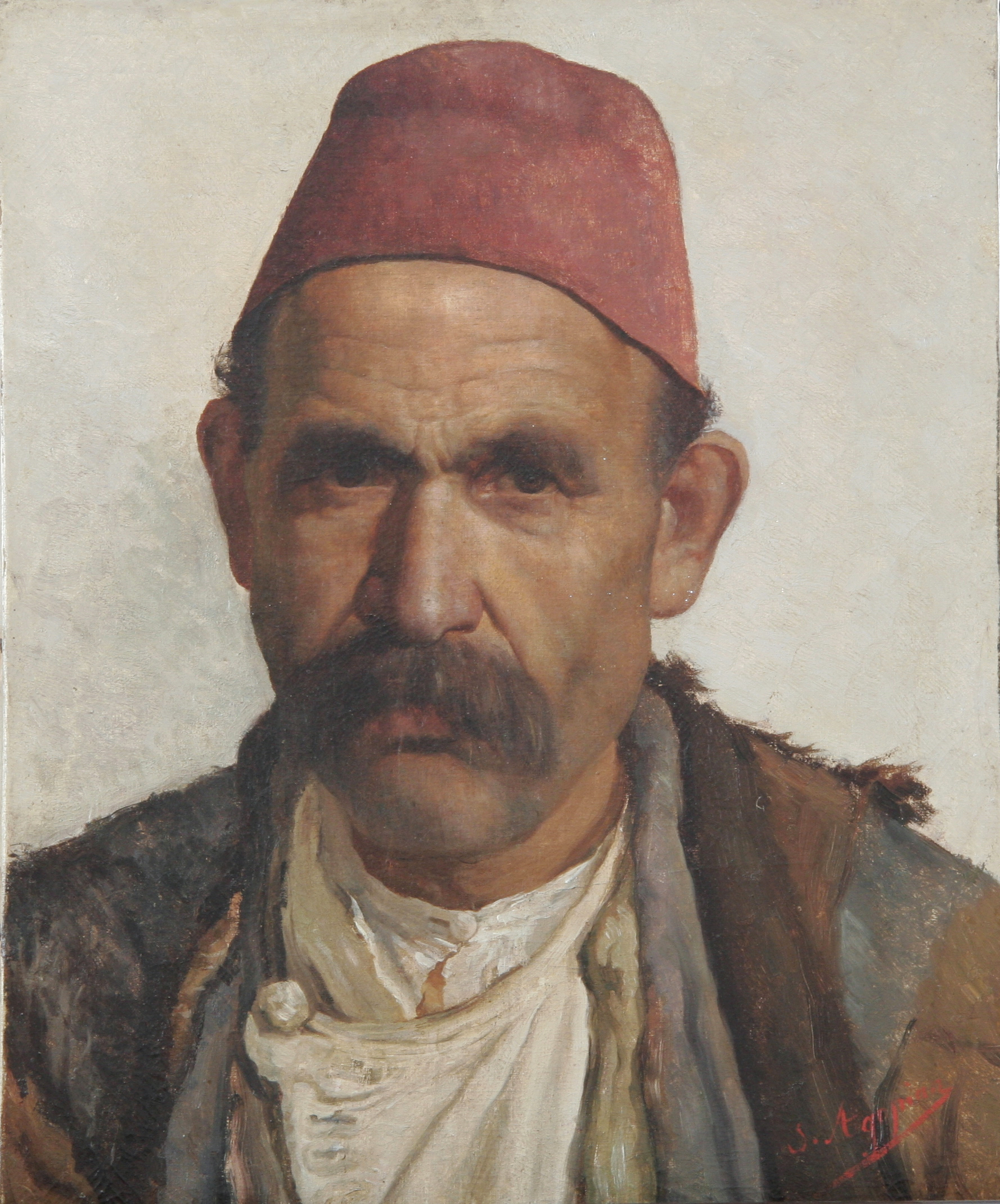
Portrait of a Hamal from Moush
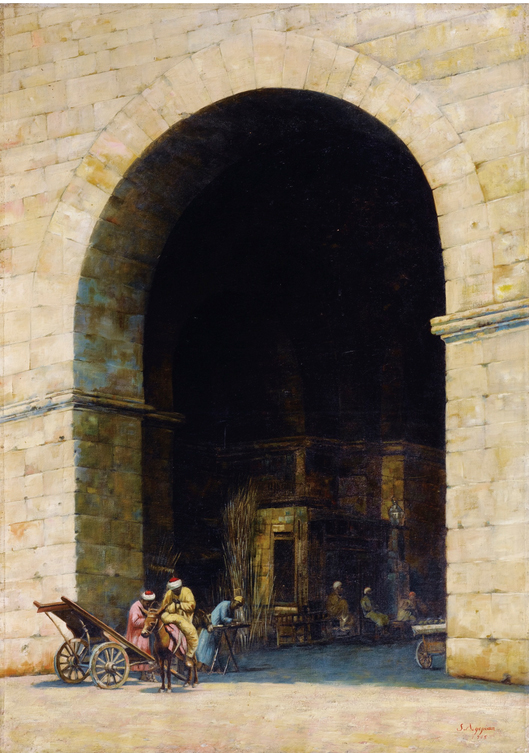
The Entrance of the Souks in Constantinople
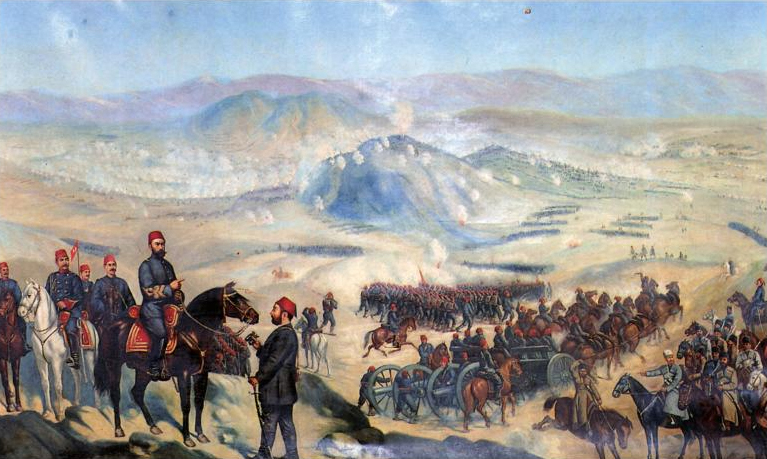
Fighting around Shipka, August 1877
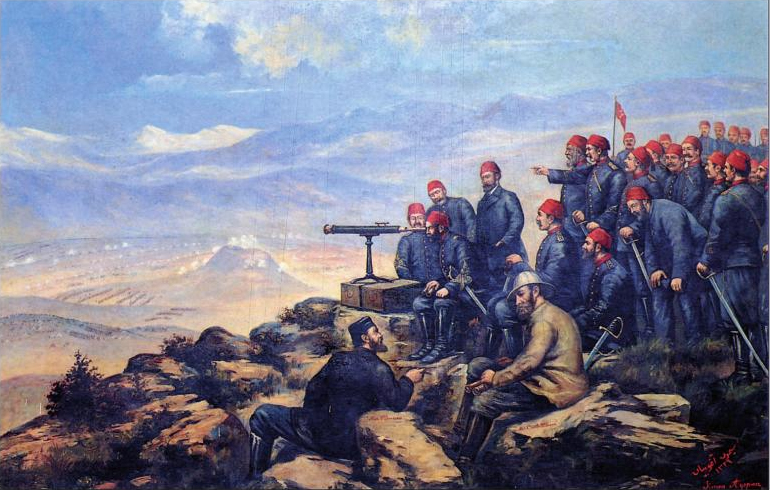
Observing the actions around Ala Dagh, June 21, 1877
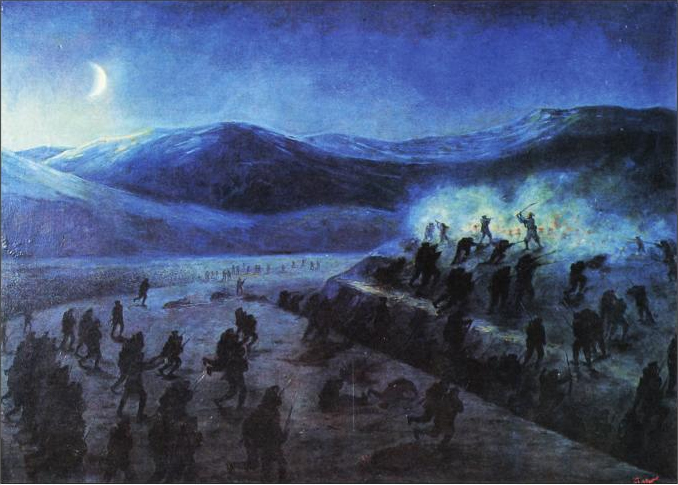
Night Attack at Plevna